# Eduardo Madero
Eduardo Madero (Buenos Aires, 1823 - 1894) va ser un comerciant argentí del segle xix. És recordat principalment per ser el promotor del projecte per al Port de Buenos Aires que duria el seu nom: Puerto Madero.